# Heinrich Finke

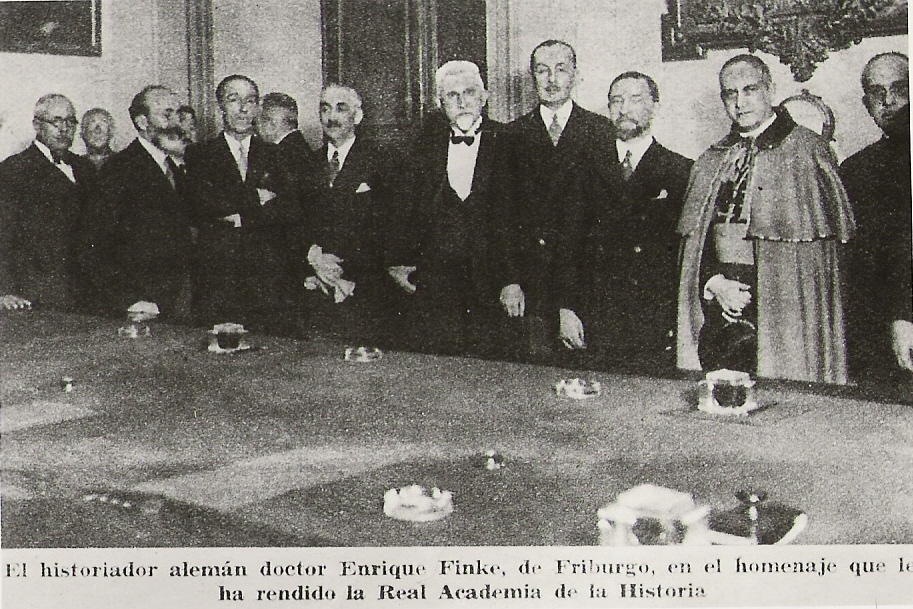

Heinrich Johannes Finke, född 13 juni 1855 i Krechting, Westfalen, död 19 december 1938 i Freiburg im Breisgau, var en tysk historiker.
Finke blev 1891 extra ordinarie och 1897 ordinarie professor i historia vid Münsters universitet och var 1898–1924 professor i historia vid universitetet i Freiburg im Breisgau. Åren 1894–1898 var han föreståndare för Verein für Geschichte und Altertumskunde Westfalens, Abteilung Münster och 1896–1899 för Historische Kommission für Westfalen.
Finke ägnade sig huvudsakligen åt den senare medeltidens kyrkopolitiska historia och utgav en mängd urkunder rörande Westfalens äldre historia. År 1892 var han en av utgivarna av den av honom och Anton de Waal grundade "Römische Quartalschrift für christliche Archäologie und Kirchengeschichte" och utgav därjämte 1895–1899 "Zeitschrift für Geschichte und Altertumskunde Westfalens". Han var 1924–1938, som efterträdare till Hermann von Grauert, president i Görres-Gesellschaft. 
Finke utgav bland annat "Papsturkunden Westfalens bis zum Jahre 1378", I (1888), "Westfälisches Urkundenbuch", IV (1888-94) samt "Acta concilii Constanciensis" ( I, 1896, II, 1923). Av hans historiska skrifter kan nämnas Forschungen und Quellen zur Geschichte des Konstanzer Konzils (1889), Konzilienstudien zur Geschichte des XIII. Jahrhunderts (1891), Das ausgehende Mittelalter (1900), Aus den Tagen Bonifaz VIII. (1902) och Bilder vom Konstanzer Konzil (1903). Han utgav dessutom konstnärsmonografierna Karl Müller (1896) och Der Madonnenmaler Franz Ittenbach (1898).